# Departamento de Finanças e Desregulamentação
O Departamento de Finanças e Desregulamentação (em inglês: Department of Finance and Deregulation) é um departamento do governo da Austrália.